# コーネリアス・ファン・エーステレン

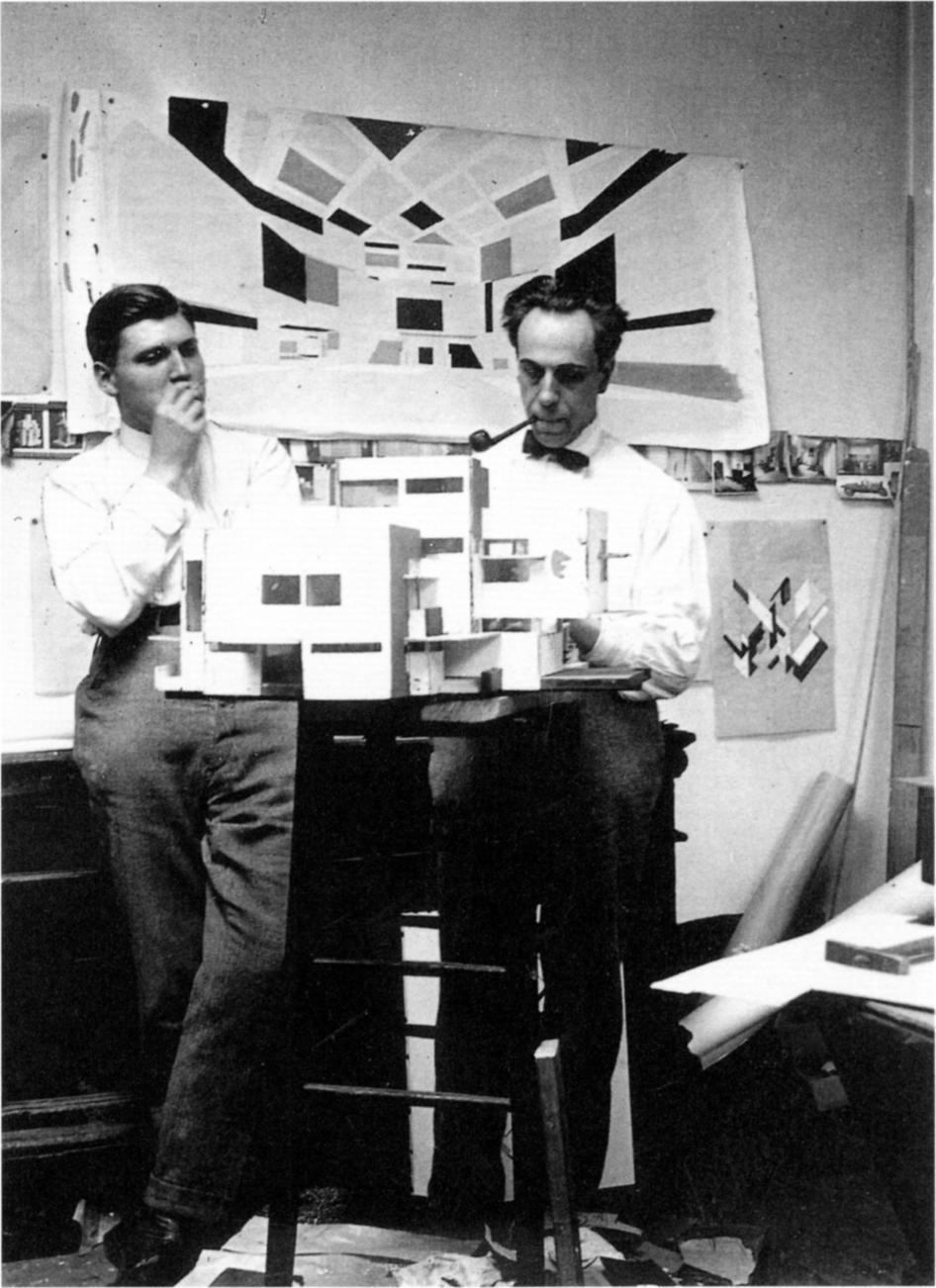
コーネリアス・ファン・エーステレンとテオ・ファン・ドースブルフ（1923年）

コーネリアス・ファン・エーステレン（Cornelius van Eesteren、1897年7月4日 - 1988年2月21日）は、オランダを代表する都市計画家で建築家。
1929年から1960年までの長きに渡ってオランダ・アムステルダム市で都市計画の責任者の地位に就任し、アムステルダム綜合拡張計画を主担当として担当していた人物。建築運動デ・スティル（De Stijl）にも主導者として参加した。1930 年代から50 年代頃迄はファン・エーステレンを代表する機能主義の考え方が力を持っていた。

## 経歴
1914年にロッテルダムの芸術アカデミーに入り、視覚芸術と応用科学を専攻。学生時代ヘンドリク・ペトルス・ベルラーヘのアムステルダムの業績や、ドイツ表現主義などの影響を受ける。
学校を卒業し、1919年から建築実務に従事する。当初は建築家アルベルト・オッテン、次にウィレム・クロムハウトの下で1917年まで務め、建築家として教育を受けていく。同年にロッテルダム建築協会主催の住宅コンペに参加し、賞を得るかたわら、ロッテルダムやアムステルダムでいくつか住宅作品を手がけ、父親の知人の家を改築などにも携わり、建築の実務を積んでいった。その後フローニンゲンの都市公園内に設置するパビリオンの設計を紹介され従事する。
1918年ごろに自身最初の都市建設プロジェクトに従事。1919年からはアムステルダムに移り、ウィリアム・ハーグなどが建築や家具デザインを教えていた当時の王立高等美術学校の試験に合格し1921年まで日中は都市計画に従事しながら夜間コースに通っていた。
1921年から、雑誌De Stijlを発行するテオ・ファン・ドゥースブルフの下で住宅を中心とした建築実務に従事し、後にグループ「De Stijl」に発展、この運動体は1923年以降にはパリなどから世界各国に向けて発信されるまでになる。1923年にはドゥースブルフと共同で当時としては斬新な邸宅計画案を発表している。
早くから都市計画に専念する決意を固め、当時のヨーロッパで指導的立場にある芸術家との交流を図ろうと、巡歴奨学金制度を活用しヨーロッパ中を旅行した。1922年からヨーロッパ各地を視察旅行。このときの旅行の詳細を記録した日記を残している。
1924年ごろはアムステルダムで数種の都市プロジェクトに関わり、翌年ベルリンに赴く。その後はパリのソルボンヌで都市計画を学び、修了後オランダに帰国。
1929 年にアムステルダム市に新たに新設された公共事業局都市開発部の初代主任であり、その部長に就任したが、これは市の内部に都市計画を担う部署が初めて正式に組織されたことも意味している。こうして1931年から都市拡張計画を策定中のアムステルダム市都市計画局で、アムステルダムの都市計画業務に従事した。このときデ・アフト・エン・オップバウの建築家を多く起用した。
彼が率いる都市開発部は、1934 年にアムステルダム総合都市計画(AUP)を作成した。翌1935年には拡張計画を策定。
行政の内部からアムステルダムの都市計画に深く関与したファン・エーステレンは、都市の成長を予想し、地域のゾーニングや交通網といった都市の構造の大枠を決定する「構造計画」と呼ばれる計画手法を残している。この構造計画は、現在のオランダ国土空間計画の基礎でもある。彼は現実の都市の状況を読み、状況を分析することで現実の問題に対処し、解決しながらアムステルダムという都市の展望を描いた。
都市を構成する要素（工場、住宅地、交通網、スポーツ施設等）を分析抽出し、それらの集合した構造体として都市を捉え、美以上に、調査や統計に根拠を求めた都市計画を行った。構成要素の最適な分布と配列によって都市を機能させるという、科学的な都市計画研究と手法を実践し始めた。この流れは、現代オランダの社会経済・社会地理的な調査に基づく国土空間計画に繋がっている。彼は、アムステルダムの都市計画に機能主義を全面的に採用し、住宅、職場、レクリエーション、交通の機能分離の考え方を反映させたという。
また近代国際建築会議CIAMに参加し、1930年の第3回会議の際に、カール・モーゼルから同会会長に選出され就任、CIAM議長は1947年まで務め、アムステルダムでの経験をもとに、1933年の大会のアテネ憲章まで採択する。